# Longa Marcha 4A

Foguete Longa Marcha 4A

Longa Marcha 4A (Chang Zheng 4A em pinyin, abreviado para CZ-4A), denominado a vezes incorretamente como Longa Marcha 4, foi um modelo da família de foguetes Longa Marcha.
Foi substituído por um derivado, o Longa Marcha 4B, que voou pela primeira vez em 1999. O Longa Marcha 4B oferece um terceiro estágio mais poderoso, e uma carenagem de carga útil maior.

## Características
O Longa Marcha 4A foi um lançador orbital chinês de três estágios projetado para colocar satélites de até 4680 kg em órbita terrestre baixa e 1100 kg em órbita de transferência geoestacionária. Os dois primeiros estágios eram basicamente os mesmas que os do Longa Marcha 3C, enquanto que o terceiro foi desenvolvido especificamente para o lançador. Ele fez apenas dois lançamentos, ambos bem sucedidos, e foi retirado de serviço em 1990.

## Histórico de lançamentos
| Voo | Data                  | Plataforma de lançamento                         | Carga               | Resultado | Notas         |
| --- | --------------------- | ------------------------------------------------ | ------------------- | --------- | ------------- |
| 1   | 6 de setembro de 1988 | Centro de Lançamento de Taiyuan, plataforma LC-7 | FY-1A               | Êxito     | Primeiro voo. |
| 2   | 3 de setembro de 1990 | Centro de lançamento de Taiyuan, plataforma LC-7 | FY-1B, QQW-1, QQW-2 | Êxito     | Último voo.   |